# Slaútnoie
Slaútnoie (en rus: Слаутное) és un poble del krai de Kamtxatka, a Rússia, que el 2021 tenia 267 habitants. Pertany al districte de Kàmenskoie.